# Boris Shumyatsky

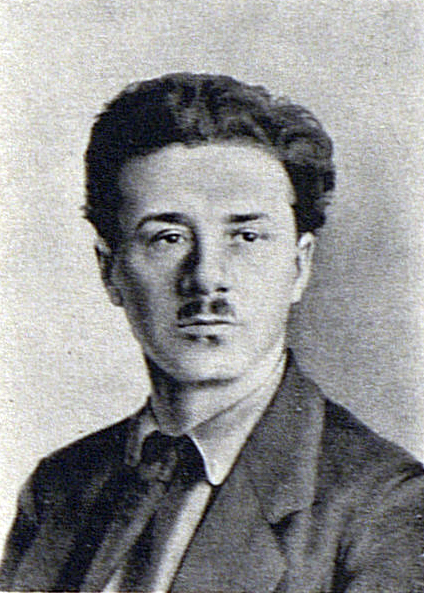
Borís Shumyatski en 1924

Borís Zajárovich Shumyatski (en ruso: Борис Захарович Шумяцкий; 16 de noviembre de 1886-29 de julio de 1938) fue un productor de cine que tuvo vínculos fácticos con el monopolio cinematográfico soviético de 1930 a 1937. Fue asesinado por desleal en 1938, debido a una «purga» del círculo del cine soviético. Muchos datos de su persona fueron eliminados. Esa purga se inscribe en el marco de la Gran Purga desatada por Stalin en los años 1937-1938.

## Vida y carrera
Shumyatski nació en Verjneúdinsk (actual Ulán-Udé) cerca del lago Baikal ubicado en Siberia. Participó en ámbitos socilademócratas en 1903. Fue integrante de la delegación bolchevique en Krasnoyarsk en plena Revolución rusa de 1905, y fue reprimido por coordinar una huelga ferroviaria. Se fugó de la cárcel donde se encontraba detenido y en 1907 se encontraba trabajando en Vladivostok. Tras ser detenido nuevamente, fue deportado a la misma región de Siberia donde estaba exiliado en ese entonces, Stalin. Al finalizar la revolución rusa fue asignado al cargo de funcionario del partido político en la Siberia soviética, llegando a ocupar por un escaso período de tiempo el papel de primer ministro de la República del Lejano Oriente desde noviembre de 1920 hasta abril de 1921. Desde 1923 a 1925, se encontraba en Irán defendiendo los intereses soviéticos, para pasar luego a ocupar el cargo de la Universidad Comunista de Trabajadores del Este, y finalmente, integrante del Buró de Asia Central del Comité Central del Partido en Siberia.

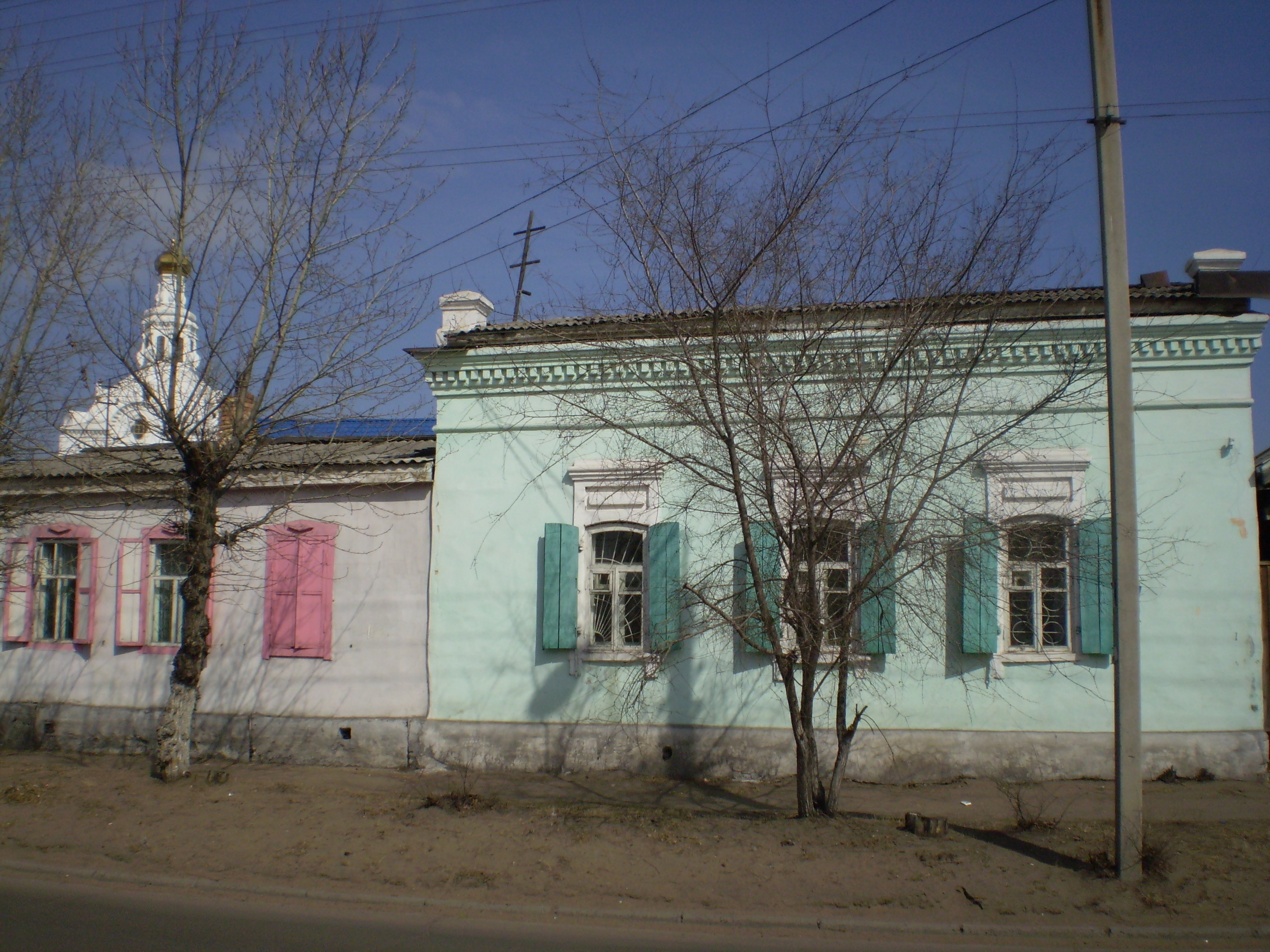
Terraplén de la antigua casa de Borís Shumyatski

## Su vínculo con el cine
Al producirse un cambio en la organización de la industria cinematográfica soviética, Stalin le otorgó el puesto de jefe de Soyuzkinó en diciembre de 1930. El 11 de febrero de 1933, luego de que Soyuzkinó se desintegrara y GUKF (Dirección general de la industria cinematográfica y de fotografía) ocupara su lugar, Shumyatski permaneció a cargo llegando a detentar valiosos materiales de producción, importación / exportación, distribución y exhibición. 
Durante su labor, la cantidad de cines en la Unión Soviética alcanzó un crecimiento exponencial llegando a ocupar aproximadamente 30 000 salas, y las películas mudas fueron suplantadas por los famosos talkies (películas habladas). La primera película soviética con una banda sonora en su totalidad se estrenó en octubre de 1931. 
Tras viajar a Hollywood, se amigó con la estrategia de crear un centro análogo para la industria cinematográfica en un sitio cercano a Odesa, donde el clima y el espacio eran idénticos a los que se encontraban en la prestigiosa ciudad de Hollywood, dando lugar así a las posibilidades de rodar durante todo el año. Esta visión devino en la aparición de toda una comunidad cinematográfica, que se daría a llamar Kinograd (Ciudad del Cine). La producción de películas soviéticas, lamentablemente, se deterioró en cantidad bajo su cuidado: solo alcanzaron a completarse 35 películas nuevas en 1933; en 1935, de los 130 largometrajes que estaban a la espera de su estreno, sólo se completaron 45; en 1936, tan solo 46 de 165; en 1937, su último año, solo 24 de 62.
Aleksandr Barmín, quien trabajó con Shumyatski en Teherán, observó que se encontraba «dotado de una energía asombrosa, capaz de trabajar todo el día y toda la noche, ansioso e intransigente... la materia de la que están hechos los líderes», y sostenía que su trabajo como jefe de la industria cinematográfica se vio irrealizable debido a las demandas políticas que se le efectuaron. Por el contrario, Jay Leyda, un estudiante estadounidense que trabajó con Eisenstein, sostuvo que el día en que Shumyatski finalmente fue despedido «todos los cineastas de Moscú dieron fiestas» para celebrar. 
La discrepancia de Leyda hacia Shumyatski resultó de lo que él notó como la persecución sistemática de Eisenstein, a quien no se le permitió completar una película durante todo el tiempo que Shumyatski estuvo como director de la industria cinematográfica. Shumyatski tuvo un papel en la supresión de la película inacabada El prado de Bezhin de Eisenstein en 1937, aunque finalmente Stalin se encargó de prohibirla. El 18 de marzo de 1937, Shumyatski pronunció el discurso de inauguración en una conferencia que duró tres días sobre cine, y que consistió en un ataque a Eisenstein, y el 28 de marzo escribió una carta a Viacheslav Mólotov, en la que denunciaba a siete personas por su nombre por conspirar para redimir la película prohibida y «desacreditarme como el sofocante de la “brillante obra de S. Eisenstein”». Cuatro de las personas que nombró fueron arrestados y posteriormente fusiladas. El 16 de abril, envió a Stalin una nota sugiriendo que a Eisenstein no se le debería jamás permitir realizar otra película. 
El 7 de enero de 1938, Shumyatski fue destituido del puesto de director de la Dirección general de cinematografía. El 9 de enero, Pravda publicó un artículo titulado ¿Qué frena el desarrollo del cine soviético?, demoledor acerca de su labor como director de la industria del cine y en el que se lo acusaba de haber colaborado con saboteadores dentro de la industria cinematográfica. La noche del 17 al 18 de enero, Sumyatski fue arrestado acusado de participar en una organización terrorista contrarrevolucionaria y de espionaje. Fue fusilado el 29 de julio de 1938 en el campo de fusilamiento de Communarka. Rehabilitado el 22 de febrero de 1956 mediante una resolución del Colegio Militar de la Corte Suprema de la Unión Soviética.